# Mtmad
Mtmad és una marca de continguts audiovisuals pertanyent a Mediaset España.

## Serveis i desenvolupament
Amb aquesta plataforma, Mediaset Espanya pretén arribar a un públic juvenil a partir de vídeos curts com els que es poden trobar a plataformes com YouTube. És per això que hi col·laboren youtubers, bloguers i influencers de xarxes socials i personatges del món Mediaset, sorgits majoritàriament dels reality shows del mateix grup (Gran Hermano, Supervivientes, Mujeres y hombres y viceversa, Los Gipsy Kings, etc).
A més a més, existeixen canals que tracten per exemple, temes com les tendències de decoració, bellesa, cuina, viatges, estil de vida, música, esports, humor, mascotes, vídeos viral, tips per a la vida quotidiana, o sobre el que passa rere les càmeres dels programes de Mediaset. També s'emeten els programes de Radioset (MorninGlory, Milenio Live, MidnigntGlory...).
Per altra banda, la plataforma ofereix el canal Mtmad 24h que emet durant les 24 hores del dia, els continguts més destacats de Mtmad ininterrompudament. S'hi pot accedir a través de la seva pròpia pàgina web i des de Mitele i el seu mateix canal de YouTube.
El 6 d'abril de 2020 estrena el concurs en línia Qarenta presentat per Christian Gálvez degut la interrupció d' El tirón per la pandèmia per coronavirus 2019-2020, iniciada el març del 2020 a España.